# Poolambadi
Poolambadi là một thị xã panchayat của quận Perambalur thuộc bang Tamil Nadu, Ấn Độ.

## Nhân khẩu
Theo điều tra dân số năm 2001 của Ấn Độ, Poolambadi có dân số 10.081 người. Phái nam chiếm 50% tổng số dân và phái nữ chiếm 50%. Poolambadi có tỷ lệ 60% biết đọc biết viết, cao hơn tỷ lệ trung bình toàn quốc là 59,5%: tỷ lệ cho phái nam là 70%, và tỷ lệ cho phái nữ là 50%. Tại Poolambadi, 10% dân số nhỏ hơn 6 tuổi.